# Hrabstwo Carver

Piramida wieku hrabstwa

Carver – hrabstwo we wschodniej części stanu Minnesota w USA. Siedziba władz znajduje się w Chaska. W roku 2010 zamieszkiwało je 91 042 mieszkańców, z czego 95,95% stanowili biali. Nazwa hrabstwa wywodzi się od nazwiska Jonathana Carvera, badacza tych okolic.

## Warunki naturalne
Hrabstwo zajmuje obszar 974 km² (376 mi²), z czego 925 km² (357 mi²) to lądy, a 49 km² (19 mi²) wody. Graniczy z 5 innymi hrabstwami:
- Hrabstwo Wright (północ)
- Hrabstwo Hennepin (północny wschód)
- Hrabstwo Scott (południowy wschód)
- Hrabstwo Sibley (południowy zachód)
- Hrabstwo McLeod (zachód)

### Główne szlaki drogowe
| - U.S. Highway 212 - Minnesota State Highway 5 - Minnesota State Highway 7 - Minnesota State Highway 25 | - Minnesota State Highway 41 - Minnesota State Highway 284 |

## Demografia
Według spisu z 2000 roku hrabstwo zamieszkuje 70 205 osób, które tworzą 24 356 gospodarstw domowych oraz 18 778 rodzin. Gęstość zaludnienia wynosi  76osób/km². Na terenie hrabstwa jest 24 883 budynków mieszkalnych o częstości występowania wynoszącej 27budynki/km². Hrabstwo zamieszkuje 95,95% ludności białej, 0,59% ludności czarnej, 0,18% rdzennych mieszkańców Ameryki, 1,56% Azjatów, 0,01% mieszkańców Pacyfiku, 0,78% ludności innej rasy oraz 0,82% ludności wywodzącej się z dwóch lub więcej ras, 2,55% ludności to Hiszpanie, Latynosi lub inni. Pochodzenia niemieckiego jest 44,3% mieszkańców, 12,1% norweskiego, 7,1% irlandzkiego, a 6,2% szwedzkiego.
W hrabstwie znajduje się 24 356 gospodarstw domowych, w których 45,20% stanowią dzieci poniżej 18. roku życia mieszkający z rodzicami, 6,40% małżeństwa mieszkające wspólnie, 7,30% stanowią samotne matki oraz 22,90% to osoby nie posiadające rodziny. 18,1% wszystkich gospodarstw domowych składa się z jednej osoby oraz 6,1% żyję samotnie i jest powyżej 65. roku życia. Średnia wielkość gospodarstwa domowego wynosi 2,84 osoby, a rodziny 3,26 osoby.
Przedział wiekowy populacji hrabstwa kształtuje się następująco: 31,50% osób poniżej 18. roku życia, 6,90% pomiędzy 18. a 24. rokiem życia, 34,70% pomiędzy 25. a 44. rokiem życia, 19,50% pomiędzy 45. a 64. rokiem życia oraz 7,50% osób powyżej 65. roku życia. Średni wiek populacji wynosi 34 lata. Na każde 100 kobiet przypada 100 mężczyzn. Na każde 100 kobiet powyżej 18. roku życia przypada 98 mężczyzn.
Średni dochód dla gospodarstwa domowego wynosi 65 540 dolarów, a średni dochód dla rodziny wynosi 73 577 dolarów. Mężczyźni osiągają średni dochód w wysokości 47 271 dolarów, a kobiety 32 107 dolarów. Średni dochód na osobę w hrabstwie wynosi 28 486 dolarów. Około 2,3% rodzin oraz 3,5% ludności żyje poniżej minimum socjalnego, z tego 3,6% poniżej 18 roku życia oraz 6,9% powyżej 65. roku życia.

## Miasta
- Carver
- Chanhassen
- Chaska
- Cologne
- Hamburg
- Mayer
- New Germany
- Norwood Young America
- Victoria
- Waconia
- Watertown